# 赖南 (汝拉省)
赖南（法語：Rainans，法語發音：[ʁɛnɑ̃]）是法国汝拉省的一个市镇，属于多勒区。 

## 地理
赖南（47°9'20"N, 5°28'51"E）面积3.67 平方千米，位于法国勃艮第-弗朗什-孔泰大區汝拉省，该省份为法国东部内陆省份，北起上索恩省，西北接科多尔省，西临索恩-卢瓦尔省，南至安省，东与杜省和瑞士接壤。
与赖南接壤的市镇（或旧市镇、城区）包括：舍维尼、默诺泰、茹村、比亚尔讷、欧克索讷。

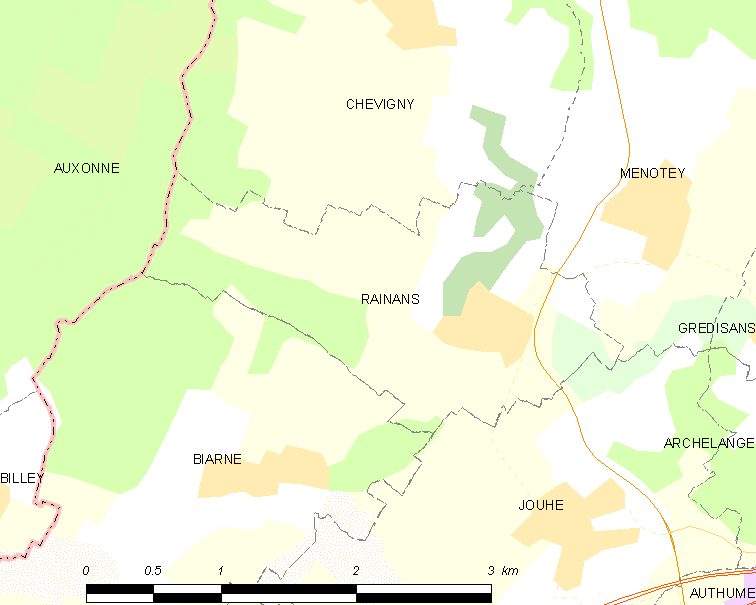
的OSM定位图

赖南的时区为UTC+01:00、UTC+02:00（夏令时）。

## 行政
赖南的邮政编码为39290，INSEE市镇编码为39449。

## 政治
赖南所属的省级选区为欧蒂姆县。

## 人口

1962-2008年间人口变化图示

赖南于2022年1月1日时的人口数量为265人。